# Điện mặt trời HCG và HTG
Nhà máy Điện mặt trời HCG và HTG là nhà máy điện mặt trời xây dựng trên vùng đất xã Tiên Thuận và Lợi Thuận huyện Bến Cầu tỉnh Tây Ninh, Việt Nam .
Dự án có 2 nhà máy, có tổng công suất lắp máy 100 MWp (2x50 MWp), diện tích thu năng lượng gần 117 ha. Dự án khởi công tháng 11/2018, dự kiến hoàn thành tháng 4/2019, hòa vào lưới điện quốc gia trước ngày 30/06/2019 .
Vùng đặt nhà máy là "dự án Khu thương mại công nghiệp và năng lượng Hoàng Thái Gia" thuộc khu kinh tế cửa khẩu Mộc Bài . 11°04′36″B 106°10′30″Đ / 11,076667°B 106,175°Đ